# Уреїди

Загальна хімічна структура уреїдів.

Уреїди (англ. ureides, Acylureas also called N-acylureas) - N-Ацил- або N,N'-діацилсечовини: H2N–C(=O)–NH–C(=O)–R або R–C(=O)– HN–C(=O)–NH–C(=O)–R'. За хімічними властивостями нагадують аміди. Деякі з них є вітамінами й ліками
(біотин, рибофлавін, кофеїн, барбітал та ін.).